# Маріана Аріас
Маріана Аріас (ісп. Mariana Arias; нар. 15 серпня 1965) — аргентинська акторка, телеведуча та модель.

## Біографія
Народилась 15 серпня 1965 року в місті Буенос-Айрес (Аргентина). Кар'єру починала у модельному бізнесі, згодом з'явилась на телеекранах Аргентини як акторка. Українській аудиторії відома як Андреа Рамос з мильної опери «Дикий ангел». Активно знімається у фільмах, працює на радіо та телебаченні.
Маріана Аріас розлучена. У шлюбі з Марсело Чепедою народила доньку Палому.

## Вибрана фільмографія
- 1995 — No te mueras sin decirme adónde vas (фільм)
- 1997 — El signo (міні-серіал)
- 1998—1999 — Дикий ангел (телесеріал)
- 2000 — Felicidades (фільм)
- 2002 — Son amores (телесеріал)
- 2005 — Pajaritos (телесеріал)